# Санкт-Герольд
Санкт-Герольд (нім. Sankt Gerold) — містечко й громада округу Блуденц в землі Форарльберг, Австрія. Санкт-Герольд лежить на висоті 920 м над рівнем моря і займає площу 12,58 км². Громада налічує 361 мешканців. Густота населення 29/км².
Громада розкинулася в долині Великий Вальсерталь.   
Округ Блуденц лежить на півдні Форальбергу і межує зі Швейцарією. Місцеве населення, як і мешканці всього Форальбергу, розмовляє алеманським діалектом німецької мови, а тому ближче до швейцарців, ніж до населення більшої частини Австрії, яке розмовляє баварсько-австрійським діалектом. Основною індустрією Форальбергу є спортивний туризм, і кожен населений пункт має розвинуту інфраструктуру: транспорт, готелі тощо.     
|                                        |
| Санкт-Герольд на мапі округу та землі. |

```
Адреса управління громади: Faschinastrasse 100, 6722 Sankt Gerold. 
```

## Демографія
Історична динаміка населення міста за даними сайту Statistik Austria